# Bissegem
Bissegem är en ort i Belgien.   Den ligger i provinsen Västflandern och regionen Flandern, i den västra delen av landet, 80 kilometer väster om huvudstaden Bryssel. Bissegem ligger 15 meter över havet och antalet invånare är 15 533.
Terrängen runt Bissegem är platt. Runt Bissegem är det mycket tätbefolkat, med 1 056 invånare per kvadratkilometer.. Närmaste större samhälle är Kortrijk, 2,6 kilometer öster om Bissegem.
Trakten runt Bissegem består till största delen av jordbruksmark.